# Palais Natoli
Le palais Natoli (en italien, Palazzo Natoli) est un palais baroque du XVIIIe siècle situé dans le centre historique de Palerme, en Italie, donnant sur la rue S. Salvatore, catalogué par les experts gouvernement italien de le ministère de la Surintendance des Beaux-Arts, qui appartenait à la famille Natoli.
L'intérieur, qui comporte un escalier imposant et élégant à deux rampes, est caractérisé par un hall d'entrée très grand  et  pittoresque  richement décoré  de fresques et de stuc.
Les salles à manger  d'une grande valeur artistique comportent un  cycle de fresques de Gioachino Martorana : ovale au tableau de La  Vierge à l'Enfant priée par saint Vincent Ferrer entre un groupe d'anges qui apparaissent au milieu des nuages, dans un autre L'Assomption entre les anges et les archanges couvrant le plafond d'une grande salle, commissionné par le marquis Vincenzo Natoli en mémoire de son épouse Maria Sieripepoli, décédée au cours de la construction du palais.